# Liste des planètes mineures (751001-752000)
Voici la liste des planètes mineures numérotées de 751001 à 752000. Les planètes mineures sont numérotées lorsque leur orbite est confirmée, ce qui peut parfois se produire longtemps après leur découverte. Elles sont classées ici par leur numéro.

## Planètes mineures 751001 à 752000
- (751001) 2015 AZ256
- (751002) 2015 AO257
- (751003) 2015 AH258
- (751004) 2015 AE259
- (751005) 2015 AX260
- (751006) 2015 AF261
- (751007) 2015 AQ261
- (751008) 2015 AJ262
- (751009) 2015 AF266
- (751010) 2015 AT269
- (751011) 2015 AR275
- (751012) 2015 AR278
- (751013) 2015 AV278
- (751014) 2015 AM279
- (751015) 2015 AU280
- (751016) 2015 AQ281
- (751017) 2015 AV282
- (751018) 2015 AG283
- (751019) 2015 AG285
- (751020) 2015 AW285
- (751021) 2015 AZ285
- (751022) 2015 AZ289
- (751023) 2015 AG292
- (751024) 2015 AE295
- (751025) 2015 AH297
- (751026) 2015 AF300
- (751027) 2015 AS303
- (751028) 2015 BS
- (751029) 2015 BY6
- (751030) 2015 BP8
- (751031) 2015 BQ8
- (751032) 2015 BS8
- (751033) 2015 BG9
- (751034) 2015 BW9
- (751035) 2015 BN11
- (751036) 2015 BA13
- (751037) 2015 BX15
- (751038) 2015 BD16
- (751039) 2015 BK16
- (751040) 2015 BU16
- (751041) 2015 BB18
- (751042) 2015 BK18
- (751043) 2015 BN19
- (751044) 2015 BO19
- (751045) 2015 BY22
- (751046) 2015 BU23
- (751047) 2015 BO24
- (751048) 2015 BQ25
- (751049) 2015 BH30
- (751050) 2015 BT30
- (751051) 2015 BT36
- (751052) 2015 BX37
- (751053) 2015 BR39
- (751054) 2015 BV39
- (751055) 2015 BD40
- (751056) 2015 BF41
- (751057) 2015 BY42
- (751058) 2015 BQ43
- (751059) 2015 BS45
- (751060) 2015 BA46
- (751061) 2015 BR46
- (751062) 2015 BU46
- (751063) 2015 BW46
- (751064) 2015 BA50
- (751065) 2015 BF51
- (751066) 2015 BQ51
- (751067) 2015 BA53
- (751068) 2015 BZ55
- (751069) 2015 BH56
- (751070) 2015 BO56
- (751071) 2015 BO58
- (751072) 2015 BD59
- (751073) 2015 BK60
- (751074) 2015 BD61
- (751075) 2015 BG62
- (751076) 2015 BY64
- (751077) 2015 BY66
- (751078) 2015 BH67
- (751079) 2015 BP68
- (751080) 2015 BK70
- (751081) 2015 BX70
- (751082) 2015 BA73
- (751083) 2015 BN73
- (751084) 2015 BV77
- (751085) 2015 BF78
- (751086) 2015 BE80
- (751087) 2015 BA81
- (751088) 2015 BC82
- (751089) 2015 BK84
- (751090) 2015 BB86
- (751091) 2015 BC93
- (751092) 2015 BX95
- (751093) 2015 BJ96
- (751094) 2015 BR96
- (751095) 2015 BY98
- (751096) 2015 BV103
- (751097) 2015 BH107
- (751098) 2015 BK107
- (751099) 2015 BA109
- (751100) 2015 BA114
- (751101) 2015 BU114
- (751102) 2015 BW117
- (751103) 2015 BS122
- (751104) 2015 BF126
- (751105) 2015 BO126
- (751106) 2015 BQ127
- (751107) 2015 BC129
- (751108) 2015 BW132
- (751109) 2015 BO133
- (751110) 2015 BQ136
- (751111) 2015 BO138
- (751112) 2015 BS139
- (751113) 2015 BF142
- (751114) 2015 BH142
- (751115) 2015 BF146
- (751116) 2015 BK146
- (751117) 2015 BF149
- (751118) 2015 BV149
- (751119) 2015 BV150
- (751120) 2015 BE152
- (751121) 2015 BN156
- (751122) 2015 BE158
- (751123) 2015 BH158
- (751124) 2015 BK158
- (751125) 2015 BA159
- (751126) 2015 BX171
- (751127) 2015 BY172
- (751128) 2015 BN176
- (751129) 2015 BU184
- (751130) 2015 BU186
- (751131) 2015 BR188
- (751132) 2015 BT197
- (751133) 2015 BE198
- (751134) 2015 BM198
- (751135) 2015 BR198
- (751136) 2015 BJ200
- (751137) 2015 BM200
- (751138) 2015 BA202
- (751139) 2015 BK203
- (751140) 2015 BW205
- (751141) 2015 BG206
- (751142) 2015 BN206
- (751143) 2015 BZ207
- (751144) 2015 BL208
- (751145) 2015 BO209
- (751146) 2015 BA210
- (751147) 2015 BD210
- (751148) 2015 BW210
- (751149) 2015 BA211
- (751150) 2015 BK216
- (751151) 2015 BM219
- (751152) 2015 BC222
- (751153) 2015 BX222
- (751154) 2015 BY222
- (751155) 2015 BW223
- (751156) 2015 BU224
- (751157) 2015 BG233
- (751158) 2015 BZ233
- (751159) 2015 BG234
- (751160) 2015 BG236
- (751161) 2015 BP236
- (751162) 2015 BJ237
- (751163) 2015 BX237
- (751164) 2015 BZ237
- (751165) 2015 BA242
- (751166) 2015 BD243
- (751167) 2015 BL244
- (751168) 2015 BT244
- (751169) 2015 BG246
- (751170) 2015 BA248
- (751171) 2015 BM248
- (751172) 2015 BY248
- (751173) 2015 BF249
- (751174) 2015 BK251
- (751175) 2015 BX252
- (751176) 2015 BY254
- (751177) 2015 BB255
- (751178) 2015 BL257
- (751179) 2015 BR258
- (751180) 2015 BC261
- (751181) 2015 BG261
- (751182) 2015 BB265
- (751183) 2015 BC268
- (751184) 2015 BU269
- (751185) 2015 BR272
- (751186) 2015 BM273
- (751187) 2015 BE278
- (751188) 2015 BZ278
- (751189) 2015 BH280
- (751190) 2015 BY286
- (751191) 2015 BH288
- (751192) 2015 BZ290
- (751193) 2015 BE292
- (751194) 2015 BP292
- (751195) 2015 BR293
- (751196) 2015 BG295
- (751197) 2015 BA298
- (751198) 2015 BB299
- (751199) 2015 BY303
- (751200) 2015 BT304
- (751201) 2015 BA305
- (751202) 2015 BG306
- (751203) 2015 BS312
- (751204) 2015 BK314
- (751205) 2015 BV316
- (751206) 2015 BC318
- (751207) 2015 BB319
- (751208) 2015 BW321
- (751209) 2015 BB323
- (751210) 2015 BO327
- (751211) 2015 BE329
- (751212) 2015 BN330
- (751213) 2015 BR342
- (751214) 2015 BZ342
- (751215) 2015 BB348
- (751216) 2015 BA350
- (751217) 2015 BX350
- (751218) 2015 BV353
- (751219) 2015 BM354
- (751220) 2015 BJ357
- (751221) 2015 BY357
- (751222) 2015 BT358
- (751223) 2015 BE359
- (751224) 2015 BR359
- (751225) 2015 BQ360
- (751226) 2015 BF361
- (751227) 2015 BT364
- (751228) 2015 BO367
- (751229) 2015 BZ370
- (751230) 2015 BL376
- (751231) 2015 BR378
- (751232) 2015 BQ384
- (751233) 2015 BR384
- (751234) 2015 BQ388
- (751235) 2015 BU393
- (751236) 2015 BM394
- (751237) 2015 BN400
- (751238) 2015 BF402
- (751239) 2015 BM404
- (751240) 2015 BY408
- (751241) 2015 BE409
- (751242) 2015 BL415
- (751243) 2015 BM415
- (751244) 2015 BO415
- (751245) 2015 BU415
- (751246) 2015 BH416
- (751247) 2015 BZ417
- (751248) 2015 BL419
- (751249) 2015 BV419
- (751250) 2015 BB422
- (751251) 2015 BM425
- (751252) 2015 BB426
- (751253) 2015 BZ426
- (751254) 2015 BA430
- (751255) 2015 BH432
- (751256) 2015 BW436
- (751257) 2015 BG438
- (751258) 2015 BL439
- (751259) 2015 BT439
- (751260) 2015 BZ443
- (751261) 2015 BW450
- (751262) 2015 BZ453
- (751263) 2015 BE454
- (751264) 2015 BJ457
- (751265) 2015 BH459
- (751266) 2015 BB461
- (751267) 2015 BJ461
- (751268) 2015 BT463
- (751269) 2015 BU463
- (751270) 2015 BA465
- (751271) 2015 BS467
- (751272) 2015 BK468
- (751273) 2015 BN471
- (751274) 2015 BG472
- (751275) 2015 BG473
- (751276) 2015 BU473
- (751277) 2015 BX473
- (751278) 2015 BR476
- (751279) 2015 BD481
- (751280) 2015 BT485
- (751281) 2015 BH490
- (751282) 2015 BW494
- (751283) 2015 BA506
- (751284) 2015 BM506
- (751285) 2015 BW508
- (751286) 2015 BN514
- (751287) 2015 BE515
- (751288) 2015 BG515
- (751289) 2015 BO520
- (751290) 2015 BV520
- (751291) 2015 BP521
- (751292) 2015 BW521
- (751293) 2015 BY521
- (751294) 2015 BF532
- (751295) 2015 BH532
- (751296) 2015 BR532
- (751297) 2015 BG538
- (751298) 2015 BD539
- (751299) 2015 BW542
- (751300) 2015 BA545
- (751301) 2015 BK545
- (751302) 2015 BQ545
- (751303) 2015 BQ547
- (751304) 2015 BB548
- (751305) 2015 BX548
- (751306) 2015 BG551
- (751307) 2015 BC553
- (751308) 2015 BS555
- (751309) 2015 BB556
- (751310) 2015 BD556
- (751311) 2015 BF556
- (751312) 2015 BU557
- (751313) 2015 BT561
- (751314) 2015 BS565
- (751315) 2015 BO566
- (751316) 2015 BN568
- (751317) 2015 BA570
- (751318) 2015 BV576
- (751319) 2015 BW578
- (751320) 2015 BH580
- (751321) 2015 BM590
- (751322) 2015 BY590
- (751323) 2015 BN591
- (751324) 2015 BH594
- (751325) 2015 BJ594
- (751326) 2015 BK596
- (751327) 2015 BM601
- (751328) 2015 BC602
- (751329) 2015 BD603
- (751330) 2015 BW604
- (751331) 2015 BT607
- (751332) 2015 BK608
- (751333) 2015 BB611
- (751334) 2015 BW615
- (751335) 2015 BT619
- (751336) 2015 CJ
- (751337) 2015 CG2
- (751338) 2015 CA3
- (751339) 2015 CD3
- (751340) 2015 CG3
- (751341) 2015 CJ4
- (751342) 2015 CX4
- (751343) 2015 CF5
- (751344) 2015 CF7
- (751345) 2015 CU7
- (751346) 2015 CB8
- (751347) 2015 CE9
- (751348) 2015 CW10
- (751349) 2015 CQ11
- (751350) 2015 CD12
- (751351) 2015 CK12
- (751352) 2015 CS15
- (751353) 2015 CY16
- (751354) 2015 CX17
- (751355) 2015 CO19
- (751356) 2015 CF22
- (751357) 2015 CZ22
- (751358) 2015 CN23
- (751359) 2015 CD24
- (751360) 2015 CE24
- (751361) 2015 CZ25
- (751362) 2015 CC28
- (751363) 2015 CD29
- (751364) 2015 CR30
- (751365) 2015 CF31
- (751366) 2015 CN31
- (751367) 2015 CU31
- (751368) 2015 CR34
- (751369) 2015 CV34
- (751370) 2015 CF36
- (751371) 2015 CJ37
- (751372) 2015 CK39
- (751373) 2015 CB46
- (751374) 2015 CS49
- (751375) 2015 CC52
- (751376) 2015 CL52
- (751377) 2015 CW54
- (751378) 2015 CE55
- (751379) 2015 CV55
- (751380) 2015 CZ55
- (751381) 2015 CA56
- (751382) 2015 CJ58
- (751383) 2015 CT62
- (751384) 2015 CW62
- (751385) 2015 CN64
- (751386) 2015 CE66
- (751387) 2015 CQ67
- (751388) 2015 CT67
- (751389) 2015 CV67
- (751390) 2015 CH69
- (751391) 2015 CZ72
- (751392) 2015 CE77
- (751393) 2015 DX
- (751394) 2015 DX1
- (751395) 2015 DY1
- (751396) 2015 DJ7
- (751397) 2015 DB9
- (751398) 2015 DH9
- (751399) 2015 DW10
- (751400) 2015 DU12
- (751401) 2015 DR14
- (751402) 2015 DW16
- (751403) 2015 DM17
- (751404) 2015 DT18
- (751405) 2015 DT20
- (751406) 2015 DW20
- (751407) 2015 DM21
- (751408) 2015 DJ22
- (751409) 2015 DD23
- (751410) 2015 DA27
- (751411) 2015 DK27
- (751412) 2015 DN29
- (751413) 2015 DJ31
- (751414) 2015 DU31
- (751415) 2015 DE34
- (751416) 2015 DK35
- (751417) 2015 DS37
- (751418) 2015 DX37
- (751419) 2015 DB38
- (751420) 2015 DR38
- (751421) 2015 DH39
- (751422) 2015 DD40
- (751423) 2015 DL42
- (751424) 2015 DV42
- (751425) 2015 DW42
- (751426) 2015 DL44
- (751427) 2015 DY46
- (751428) 2015 DW49
- (751429) 2015 DE52
- (751430) 2015 DM56
- (751431) 2015 DP58
- (751432) 2015 DT59
- (751433) 2015 DN71
- (751434) 2015 DE72
- (751435) 2015 DZ72
- (751436) 2015 DX78
- (751437) 2015 DN83
- (751438) 2015 DP83
- (751439) 2015 DC84
- (751440) 2015 DV84
- (751441) 2015 DP94
- (751442) 2015 DK95
- (751443) 2015 DP95
- (751444) 2015 DC96
- (751445) 2015 DB97
- (751446) 2015 DS99
- (751447) 2015 DL101
- (751448) 2015 DH102
- (751449) 2015 DC104
- (751450) 2015 DN105
- (751451) 2015 DD108
- (751452) 2015 DR108
- (751453) 2015 DJ110
- (751454) 2015 DM115
- (751455) 2015 DO115
- (751456) 2015 DS115
- (751457) 2015 DX115
- (751458) 2015 DB116
- (751459) 2015 DF118
- (751460) 2015 DQ118
- (751461) 2015 DO119
- (751462) 2015 DV122
- (751463) 2015 DW124
- (751464) 2015 DL126
- (751465) 2015 DR126
- (751466) 2015 DX128
- (751467) 2015 DV139
- (751468) 2015 DY140
- (751469) 2015 DY141
- (751470) 2015 DB142
- (751471) 2015 DG144
- (751472) 2015 DN144
- (751473) 2015 DW144
- (751474) 2015 DN145
- (751475) 2015 DX148
- (751476) 2015 DC150
- (751477) 2015 DF152
- (751478) 2015 DK153
- (751479) 2015 DR155
- (751480) 2015 DL156
- (751481) 2015 DB157
- (751482) 2015 DV158
- (751483) 2015 DW159
- (751484) 2015 DA160
- (751485) 2015 DG161
- (751486) 2015 DP161
- (751487) 2015 DO162
- (751488) 2015 DK166
- (751489) 2015 DQ166
- (751490) 2015 DX169
- (751491) 2015 DC170
- (751492) 2015 DO189
- (751493) 2015 DM192
- (751494) 2015 DW194
- (751495) 2015 DQ199
- (751496) 2015 DU203
- (751497) 2015 DC204
- (751498) 2015 DC205
- (751499) 2015 DJ206
- (751500) 2015 DK206
- (751501) 2015 DE214
- (751502) 2015 DU217
- (751503) 2015 DR219
- (751504) 2015 DL224
- (751505) 2015 DK225
- (751506) 2015 DP225
- (751507) 2015 DU225
- (751508) 2015 DP233
- (751509) 2015 DZ235
- (751510) 2015 DZ236
- (751511) 2015 DB240
- (751512) 2015 DA242
- (751513) 2015 DC245
- (751514) 2015 DM246
- (751515) 2015 DR246
- (751516) 2015 DD248
- (751517) 2015 DQ250
- (751518) 2015 DM251
- (751519) 2015 DS251
- (751520) 2015 DT251
- (751521) 2015 DA254
- (751522) 2015 DV257
- (751523) 2015 DL263
- (751524) 2015 DD266
- (751525) 2015 DO266
- (751526) 2015 DH267
- (751527) 2015 DP277
- (751528) 2015 DV289
- (751529) 2015 DQ293
- (751530) 2015 DV315
- (751531) 2015 EM6
- (751532) 2015 EG10
- (751533) 2015 EN12
- (751534) 2015 EU12
- (751535) 2015 EJ14
- (751536) 2015 EP16
- (751537) 2015 EN17
- (751538) 2015 EL19
- (751539) 2015 EE20
- (751540) 2015 EG21
- (751541) 2015 EA22
- (751542) 2015 EL29
- (751543) 2015 ET32
- (751544) 2015 EA36
- (751545) 2015 EE36
- (751546) 2015 EB38
- (751547) 2015 EQ39
- (751548) 2015 EZ45
- (751549) 2015 EL46
- (751550) 2015 EV49
- (751551) 2015 EY49
- (751552) 2015 EQ52
- (751553) 2015 EX52
- (751554) 2015 EA53
- (751555) 2015 ED54
- (751556) 2015 ES55
- (751557) 2015 EK56
- (751558) 2015 EU58
- (751559) 2015 EB60
- (751560) 2015 EV60
- (751561) 2015 EQ73
- (751562) 2015 EC74
- (751563) 2015 EG74
- (751564) 2015 ET74
- (751565) 2015 EQ75
- (751566) 2015 FE1
- (751567) 2015 FK10
- (751568) 2015 FM11
- (751569) 2015 FW14
- (751570) 2015 FZ23
- (751571) 2015 FH25
- (751572) 2015 FR28
- (751573) 2015 FO35
- (751574) 2015 FH36
- (751575) 2015 FA38
- (751576) 2015 FK38
- (751577) 2015 FL39
- (751578) 2015 FB41
- (751579) 2015 FF42
- (751580) 2015 FD44
- (751581) 2015 FH44
- (751582) 2015 FW44
- (751583) 2015 FQ46
- (751584) 2015 FQ47
- (751585) 2015 FY49
- (751586) 2015 FO52
- (751587) 2015 FD53
- (751588) 2015 FF54
- (751589) 2015 FT54
- (751590) 2015 FJ55
- (751591) 2015 FD56
- (751592) 2015 FQ64
- (751593) 2015 FK65
- (751594) 2015 FR68
- (751595) 2015 FE74
- (751596) 2015 FC75
- (751597) 2015 FZ75
- (751598) 2015 FT77
- (751599) 2015 FB79
- (751600) 2015 FD80
- (751601) 2015 FX82
- (751602) 2015 FC93
- (751603) 2015 FU95
- (751604) 2015 FW97
- (751605) 2015 FD103
- (751606) 2015 FF116
- (751607) 2015 FG122
- (751608) 2015 FW122
- (751609) 2015 FW125
- (751610) 2015 FL126
- (751611) 2015 FM126
- (751612) 2015 FO126
- (751613) 2015 FJ127
- (751614) 2015 FN127
- (751615) 2015 FS128
- (751616) 2015 FG129
- (751617) 2015 FE133
- (751618) 2015 FV137
- (751619) 2015 FW138
- (751620) 2015 FZ143
- (751621) 2015 FC144
- (751622) 2015 FG144
- (751623) 2015 FK144
- (751624) 2015 FJ147
- (751625) 2015 FT147
- (751626) 2015 FP151
- (751627) 2015 FZ153
- (751628) 2015 FC155
- (751629) 2015 FL155
- (751630) 2015 FY159
- (751631) 2015 FH161
- (751632) 2015 FD162
- (751633) 2015 FL167
- (751634) 2015 FE168
- (751635) 2015 FG170
- (751636) 2015 FK170
- (751637) 2015 FB173
- (751638) 2015 FW183
- (751639) 2015 FK186
- (751640) 2015 FP187
- (751641) 2015 FL190
- (751642) 2015 FM192
- (751643) 2015 FT192
- (751644) 2015 FK193
- (751645) 2015 FC194
- (751646) 2015 FD195
- (751647) 2015 FD196
- (751648) 2015 FN200
- (751649) 2015 FS201
- (751650) 2015 FD202
- (751651) 2015 FH203
- (751652) 2015 FQ206
- (751653) 2015 FO207
- (751654) 2015 FY208
- (751655) 2015 FY209
- (751656) 2015 FL211
- (751657) 2015 FR214
- (751658) 2015 FN225
- (751659) 2015 FR226
- (751660) 2015 FL232
- (751661) 2015 FF237
- (751662) 2015 FJ238
- (751663) 2015 FR240
- (751664) 2015 FH241
- (751665) 2015 FC244
- (751666) 2015 FE244
- (751667) 2015 FZ245
- (751668) 2015 FV249
- (751669) 2015 FQ251
- (751670) 2015 FT254
- (751671) 2015 FT259
- (751672) 2015 FH265
- (751673) 2015 FC266
- (751674) 2015 FP271
- (751675) 2015 FK273
- (751676) 2015 FM273
- (751677) 2015 FU273
- (751678) 2015 FP276
- (751679) 2015 FQ276
- (751680) 2015 FL277
- (751681) 2015 FR277
- (751682) 2015 FL279
- (751683) 2015 FU280
- (751684) 2015 FK284
- (751685) 2015 FJ290
- (751686) 2015 FG292
- (751687) 2015 FT294
- (751688) 2015 FF297
- (751689) 2015 FT297
- (751690) 2015 FJ298
- (751691) 2015 FW299
- (751692) 2015 FF300
- (751693) 2015 FA308
- (751694) 2015 FF308
- (751695) 2015 FX309
- (751696) 2015 FO316
- (751697) 2015 FA317
- (751698) 2015 FD321
- (751699) 2015 FN324
- (751700) 2015 FA328
- (751701) 2015 FL328
- (751702) 2015 FK331
- (751703) 2015 FZ331
- (751704) 2015 FC334
- (751705) 2015 FY334
- (751706) 2015 FP335
- (751707) 2015 FQ340
- (751708) 2015 FB344
- (751709) 2015 FM349
- (751710) 2015 FM351
- (751711) 2015 FW352
- (751712) 2015 FF353
- (751713) 2015 FL353
- (751714) 2015 FE354
- (751715) 2015 FA355
- (751716) 2015 FO355
- (751717) 2015 FU356
- (751718) 2015 FK357
- (751719) 2015 FU359
- (751720) 2015 FO361
- (751721) 2015 FU361
- (751722) 2015 FZ361
- (751723) 2015 FP365
- (751724) 2015 FZ366
- (751725) 2015 FZ367
- (751726) 2015 FT368
- (751727) 2015 FD371
- (751728) 2015 FD372
- (751729) 2015 FM372
- (751730) 2015 FV373
- (751731) 2015 FC376
- (751732) 2015 FS382
- (751733) 2015 FX385
- (751734) 2015 FB386
- (751735) 2015 FC386
- (751736) 2015 FR387
- (751737) 2015 FX389
- (751738) 2015 FM390
- (751739) 2015 FD394
- (751740) 2015 FL395
- (751741) 2015 FU401
- (751742) 2015 FZ403
- (751743) 2015 FO404
- (751744) 2015 FF409
- (751745) 2015 FN409
- (751746) 2015 FO412
- (751747) 2015 FR412
- (751748) 2015 FV412
- (751749) 2015 FO414
- (751750) 2015 FU414
- (751751) 2015 FG416
- (751752) 2015 FD418
- (751753) 2015 FR419
- (751754) 2015 FQ427
- (751755) 2015 FC431
- (751756) 2015 FD433
- (751757) 2015 FQ433
- (751758) 2015 FU433
- (751759) 2015 FC434
- (751760) 2015 FO436
- (751761) 2015 FM438
- (751762) 2015 FV438
- (751763) 2015 FR441
- (751764) 2015 FK442
- (751765) 2015 FO443
- (751766) 2015 FO450
- (751767) 2015 GY2
- (751768) 2015 GT4
- (751769) 2015 GV4
- (751770) 2015 GL7
- (751771) 2015 GK8
- (751772) 2015 GV14
- (751773) 2015 GA15
- (751774) 2015 GO15
- (751775) 2015 GC16
- (751776) 2015 GY17
- (751777) 2015 GR18
- (751778) 2015 GT20
- (751779) 2015 GQ21
- (751780) 2015 GS23
- (751781) 2015 GK25
- (751782) 2015 GG26
- (751783) 2015 GC27
- (751784) 2015 GF27
- (751785) 2015 GZ28
- (751786) 2015 GM29
- (751787) 2015 GJ30
- (751788) 2015 GU34
- (751789) 2015 GG36
- (751790) 2015 GZ36
- (751791) 2015 GV43
- (751792) 2015 GW43
- (751793) 2015 GY43
- (751794) 2015 GD48
- (751795) 2015 GO48
- (751796) 2015 GD49
- (751797) 2015 GN52
- (751798) 2015 GK65
- (751799) 2015 GN65
- (751800) 2015 GY68
- (751801) 2015 HG4
- (751802) 2015 HL4
- (751803) 2015 HW4
- (751804) 2015 HY6
- (751805) 2015 HN11
- (751806) 2015 HL13
- (751807) 2015 HN16
- (751808) 2015 HT17
- (751809) 2015 HW22
- (751810) 2015 HU24
- (751811) 2015 HX24
- (751812) 2015 HA26
- (751813) 2015 HP30
- (751814) 2015 HZ30
- (751815) 2015 HJ31
- (751816) 2015 HE33
- (751817) 2015 HO33
- (751818) 2015 HB36
- (751819) 2015 HD37
- (751820) 2015 HS44
- (751821) 2015 HD46
- (751822) 2015 HD47
- (751823) 2015 HJ50
- (751824) 2015 HN50
- (751825) 2015 HV50
- (751826) 2015 HA52
- (751827) 2015 HK53
- (751828) 2015 HR53
- (751829) 2015 HC56
- (751830) 2015 HU56
- (751831) 2015 HR57
- (751832) 2015 HN58
- (751833) 2015 HJ62
- (751834) 2015 HM62
- (751835) 2015 HJ63
- (751836) 2015 HD64
- (751837) 2015 HX64
- (751838) 2015 HM65
- (751839) 2015 HP66
- (751840) 2015 HO68
- (751841) 2015 HA70
- (751842) 2015 HK71
- (751843) 2015 HS73
- (751844) 2015 HU76
- (751845) 2015 HJ77
- (751846) 2015 HF80
- (751847) 2015 HK84
- (751848) 2015 HK87
- (751849) 2015 HP87
- (751850) 2015 HN89
- (751851) 2015 HY90
- (751852) 2015 HD93
- (751853) 2015 HQ95
- (751854) 2015 HE97
- (751855) 2015 HJ102
- (751856) 2015 HO103
- (751857) 2015 HN106
- (751858) 2015 HC109
- (751859) 2015 HF109
- (751860) 2015 HP117
- (751861) 2015 HR117
- (751862) 2015 HG120
- (751863) 2015 HL124
- (751864) 2015 HS126
- (751865) 2015 HT132
- (751866) 2015 HC133
- (751867) 2015 HD134
- (751868) 2015 HG135
- (751869) 2015 HP135
- (751870) 2015 HU136
- (751871) 2015 HB138
- (751872) 2015 HU138
- (751873) 2015 HA140
- (751874) 2015 HS140
- (751875) 2015 HR143
- (751876) 2015 HC145
- (751877) 2015 HF146
- (751878) 2015 HS148
- (751879) 2015 HV148
- (751880) 2015 HG151
- (751881) 2015 HJ152
- (751882) 2015 HM153
- (751883) 2015 HY161
- (751884) 2015 HC166
- (751885) 2015 HU169
- (751886) 2015 HM171
- (751887) 2015 HP172
- (751888) 2015 HR172
- (751889) 2015 HK175
- (751890) 2015 HP176
- (751891) 2015 HS179
- (751892) 2015 HZ179
- (751893) 2015 HQ183
- (751894) 2015 HH184
- (751895) 2015 HA185
- (751896) 2015 HC186
- (751897) 2015 HD186
- (751898) 2015 HM188
- (751899) 2015 HH189
- (751900) 2015 HC190
- (751901) 2015 HH190
- (751902) 2015 HN190
- (751903) 2015 HD191
- (751904) 2015 HX191
- (751905) 2015 HT192
- (751906) 2015 HJ193
- (751907) 2015 HX196
- (751908) 2015 HF201
- (751909) 2015 HD203
- (751910) 2015 HW208
- (751911) 2015 HF209
- (751912) 2015 HU210
- (751913) 2015 HW212
- (751914) 2015 HE213
- (751915) 2015 HV215
- (751916) 2015 HV216
- (751917) 2015 HR221
- (751918) 2015 HE227
- (751919) 2015 HE233
- (751920) 2015 HP298
- (751921) 2015 JL1
- (751922) 2015 JK6
- (751923) 2015 JS6
- (751924) 2015 JO8
- (751925) 2015 JJ9
- (751926) 2015 JN9
- (751927) 2015 JT9
- (751928) 2015 JV10
- (751929) 2015 JM11
- (751930) 2015 JG12
- (751931) 2015 JU13
- (751932) 2015 JG14
- (751933) 2015 JU19
- (751934) 2015 JE22
- (751935) 2015 JZ22
- (751936) 2015 JT25
- (751937) 2015 KY1
- (751938) 2015 KM2
- (751939) 2015 KV2
- (751940) 2015 KX4
- (751941) 2015 KA5
- (751942) 2015 KX5
- (751943) 2015 KD8
- (751944) 2015 KJ8
- (751945) 2015 KK9
- (751946) 2015 KA11
- (751947) 2015 KS11
- (751948) 2015 KX12
- (751949) 2015 KZ18
- (751950) 2015 KD20
- (751951) 2015 KH20
- (751952) 2015 KA21
- (751953) 2015 KJ23
- (751954) 2015 KJ29
- (751955) 2015 KL29
- (751956) 2015 KQ29
- (751957) 2015 KQ31
- (751958) 2015 KC32
- (751959) 2015 KG33
- (751960) 2015 KN33
- (751961) 2015 KH34
- (751962) 2015 KF36
- (751963) 2015 KP36
- (751964) 2015 KQ36
- (751965) 2015 KE37
- (751966) 2015 KQ38
- (751967) 2015 KX40
- (751968) 2015 KE43
- (751969) 2015 KJ43
- (751970) 2015 KU44
- (751971) 2015 KS46
- (751972) 2015 KF47
- (751973) 2015 KZ47
- (751974) 2015 KQ48
- (751975) 2015 KS49
- (751976) 2015 KU49
- (751977) 2015 KH50
- (751978) 2015 KY53
- (751979) 2015 KB56
- (751980) 2015 KE60
- (751981) 2015 KN62
- (751982) 2015 KN64
- (751983) 2015 KX69
- (751984) 2015 KS70
- (751985) 2015 KT80
- (751986) 2015 KG83
- (751987) 2015 KZ84
- (751988) 2015 KH87
- (751989) 2015 KR90
- (751990) 2015 KM91
- (751991) 2015 KQ91
- (751992) 2015 KD93
- (751993) 2015 KX95
- (751994) 2015 KK99
- (751995) 2015 KR102
- (751996) 2015 KW103
- (751997) 2015 KM104
- (751998) 2015 KB106
- (751999) 2015 KM106
- (752000) 2015 KK108